# Грабчак, Андрей Михайлович
Андрей Михайлович Грабчак (23 ноября 1910, с. Вознивцы — 19 июня 1973, Черкассы) — участник Великой Отечественной войны, командир партизанского соединения. Герой Советского Союза (1945 год).

## Биография
Родился 23 ноября 1910 года в селе Вознивцы в крестьянской семье. Украинец. Член ВКП(б)/КПСС с 1932 года. Окончил сельскую школу. С 1926 года работал сельским кузнецом, с 1929 года работал забойщиком шахты в Донбассе.
В 1932 году добровольно вступил в пограничные войска Красной Армии. Служил в Олевском погранотряде. В апреле 1938 года окончил курсы младших лейтенантов. Участвовал в освобождении Западной Украины и организации охраны государственной границы на карпатских рубежах. После участия в советско-финской войне 1939—1940 годов, работал помощником начальника штаба комендатуры Славутского Краснознаменного пограничного отряда.
С марта 1941 года занимал должность начальника 18-й пограничной заставы 97-го Черновицкого пограничного отряда. С 22 по 29 июня 1941 года пограничная застава (50 бойцов) под командованием А. М. Грабчака удерживала вверенный участок границы.
С августа 1941 года А. М. Грабчак — командир особого пограничного батальона, принимавшего участие в боевых действиях против врага в составе 99-й стрелковой дивизии 12-й армии. 7 августа 1941 года в районе города Умань попал в окружение, был задержан немецким конвоем и брошен в уманский лагерь военнопленных. Через несколько дней ему удалось бежать и выйти в Гайсинские леса на Винниччине, где он встретился с группой военных, также выходивших из окружения.
За три месяца А. М. Грабчак с товарищами прошёл по тылам врага более тысячи километров. Наконец, 20 ноября 1941 года они вышли из окружения и в районе села Липцы Харьковской области соединились с войсками Красной Армии. Через некоторое время А. М. Грабчак был отправлен в штаб охраны войск Юго-Западного фронта в город Воронеж. В декабре 1941 года он был назначен командиром роты 28-й пограничной стрелковой дивизии, где находился до мая 1942 года.
1 июня 1942 года А. М. Грабчак подал рапорт командованию с просьбой послать его в распоряжение Украинского штаба партизанского движения для высадки в тылу врага. Просьба была удовлетворена, и А. М. Грабчака назначили командиром десантно-диверсионной группы.
17 января 1943 года группа в составе шести человек была отправлена на самолёте в тыл противника в Житковичский район Полесской области Белоруссии. После приземления десантники во главе с А. М. Грабчаком вышли в Олевский район Житомирской области для организации диверсий на железной дороге Сарны — Коростень.
Осуществляя рейд в определённый район действий, партизаны на своём пути проводили работу среди местного населения и военнопленных с целью вовлечения их в партизанскую борьбу. В результате за время рейда группа выросла до 47 человек. Это дало возможность уже в феврале 1943 года сформировать партизанский отряд, который вскоре перерос в партизанское соединение, насчитывавшее 5 батальонов общей численностью 1300 партизан.
Соединение партизанских отрядов под командованием А. М. Грабчака в основном проводило диверсии на железных дорогах Шепетовка — Бердичев, Шепетовка — Новоград-Волынский, Житомир — Новоград-Волынский, а также осуществляло боевые операции против врага, организовывало засады и нарушало движение на шоссейных и грунтовых дорогах.
В августе 1944 года все батальоны партизанского соединения под командованием майора А. М. Грабчака (партизанский псевдоним «Буйный»), проводившие боевые действия в тылу врага, соединились с частями Красной Армии. За период боевых действий с 17 января 1943 года по август 1944 года партизаны соединения уничтожили около 3000 солдат и офицеров противника, пустили под откос 2 бронепоезда и 163 воинских эшелона с живой силой, боевой техникой, боеприпасами, горючим и другим военным снаряжением. Они уничтожили 3 вражеских самолёта, 5 танков, 118 автомашин, 32 железнодорожных и шоссейных моста, более 2860 метров железнодорожных путей. Были взяты трофеи: 3 миномёта, 24 пулемёта, более 400 винтовок и автоматов, 32400 патронов, одна тонна тола и другие.
Партизаны соединения проводили большую массово-политическую работу по разложению воинских частей врага. Так, в августе 1943 года был распропагандирован карательный отряд гарнизона в Городнице Житомирской области в составе 122-х человек, уничтоживших немецких офицеров и в полном составе с вооружением перешедших на сторону партизан.
Командование и политработники соединения партизанских отрядов проводили большую идейно-воспитательную работу среди населения временно оккупированных районов Житомирской области. Часто организовывались собрания и беседы, на которых обсуждались вопросы: «Положение на фронтах Великой Отечественной войны», «Немецко-фашистские захватчики — злейшие враги советского народа», «Героический труд работников тыла для победы Красной Армии над врагом» и другие. Кроме того, массовыми тиражами издавались листовки и воззвания к населению временно оккупированных районов, призывавшие подниматься на борьбу против оккупантов.
Указом Президиума Верховного Совета СССР от 2 мая 1945 года за умелое руководство боевыми операциями партизан и проявленные при этом личное мужество и героизм, майору Грабчаку Андрею Михайловичу присвоено звание Героя Советского Союза с вручением ордена Ленина и медали «Золотая Звезда» (№ 7527).
В 1945—1946 годах работал в органах Министерства внутренних дел. С 1946 года майор А. М. Грабчак — в запасе. С 1947 года находился на хозяйственной работе.
Жил в городе Черкассы (Украина). Умер 19 июня 1973 года. Похоронен в Черкассах.

## Награды
- Медаль «Золотая Звезда» Героя Советского Союза (№ 7527);
- орден Богдана Хмельницкого 2-й степени;
- медали.

## Память
- Имя А. М. Грабчака выбито на памятном знаке партизанам и подпольщикам Винниччины в городе Винница.